# Shigeru Izumiya
Shigeru Izumiya (泉谷 しげる Izumiya Shigeru, Aomori, Tokio, 11 de mayo de 1948) es una poeta, cantante y actor japonés. Estableció la compañía discográfica For Life Records junto con Takuro Yoshida, Yosui Inoue, y Hitoshi Komuro en 1975.

## Filmografía[1]

### Cine
| Año  | Título                                                     | Personaje         |
| ---- | ---------------------------------------------------------- | ----------------- |
| 1977 | Boku wa tenshi ja naiyo                                    | Higashiyama       |
| 1978 | Higashiyama                                                |                   |
| 1979 | Sono go no jingi naki tatakai                              | Gun smuggler      |
| 1979 | Kamisamaga kureta akanbô                                   | Ootsu             |
| 1980 | Kaichô-on                                                  | Kikunaga          |
| 1980 | Yajû shisubeshi                                            | Kobayashi         |
| 1981 | Eijanaika: Qué más da                                      | Genji             |
| 1982 | Bakuretsu toshi                                            |                   |
| 1982 | Tattoo Ari                                                 |                   |
| 1982 | Yaju-deka                                                  | Toshiaki Sakagami |
| 1982 | Weekend Shuffle                                            | Thief             |
| 1984 | Die Frau mit dem roten Hut                                 | Tono              |
| 1984 | Tengoku ni ichiban chikai shima                            | Taichi Watanabe   |
| 1985 | Ikiteru uchiga hana nanoyo shin-dara sore madeyo to sengen | Yasuji            |
| 1985 | Kids                                                       | Chin              |
| 1985 | Saigo no bakuto                                            |                   |
| 1986 | Kare no ootobai, kanojo no shima                           | Lolly driver      |
| 1986 | Shigatsu no sakana                                         | Fujio Fujisawa    |
| 1986 | Desu pawuda                                                | Harima            |
| 1986 | Noyuki yamayuki umibe yuki                                 | Old Fisherman     |
| 1987 | Shinran: Shiroi michi                                      | Hyu               |
| 1987 | Hachikô monogatari                                         | Yasui             |

### Televisión
| Año     | Título                                      | Personaje                 |
| ------- | ------------------------------------------- | ------------------------- |
| 1979    | Sengo saidai no yûkai: Yoshinobu chan jiken | Tamotsu Obara             |
| 1980    | Aokiôkami narukichiomoase no shôgai         |                           |
| 1981    | Jûmanbun no ichi no gûzen                   | Kyosuke                   |
| 1982    | Toumei na kisetsu                           | Rihei Morota aka Pokegori |
| 1983-84 | Kin'yôbi no tsumatachi e                    | Yamazaki                  |
| 1985    | Kuroi doresu no onna                        | Yoshikawa                 |